# Боомська ущелина

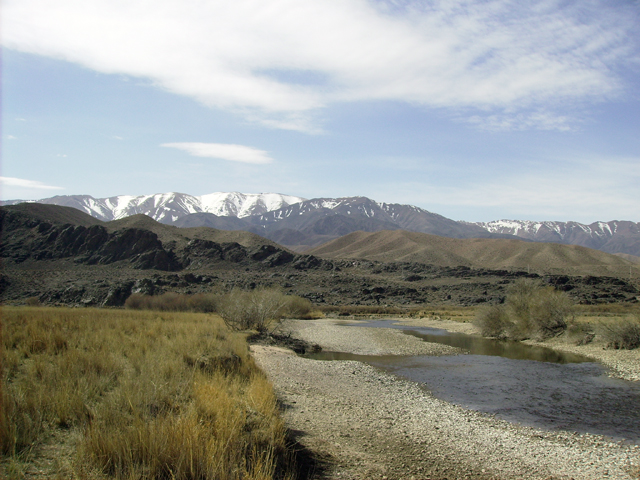
Річка Чу в Боомській ущелині.

42°35′00″ пн. ш. 75°48′00″ сх. д. / 42.58333333° пн. ш. 75.8° сх. д.
Боомська ущелина (кирг. Боом) — ущелина в Киргизстані за 112 км від міста Бішкек.

## Опис
Боомська ущелина розташована в середній течії річки Чу на межі розділу хребтів Киргизького Ала-Тоо і Кунгей-Ала-Тоо. Протяжність ущелини — близько 30 км.
Боомска ущелина з'єднує Чуйську долину з Іссиккульською улоговиною і є своєрідною візитною карткою на шляху до озера Іссик-Куль. Перед в'їздом до Боомську ущелину б'є джерело, де зазвичай зупиняються туристи, перш ніж почати небезпечний підйом.
Природа Боома дуже різноманітна. У верхній його частині переважають пологі форми, заплава річки досить широка і покрита густою рослинністю. Нижня ж частина ущелини є вузьким каньйоном, де річка петляє серед стрімчастих скель.

## Інфраструктура
Через Боомську ущелину прокладена залізниця, що сполучає Бішкек і Баликчи, а також автомагістраль, що сполучає Чуйську і Іссик-Кульська області. Адміністративною межею між цими областями є Краснооктябрський міст, перекинутий через річку в середній частині ущелини.
На початок 2000-х Боомська ущелина дуже популярна серед любителів рафтингу.